# ペーター・ツー・シュレースヴィヒ＝ホルシュタイン
ペーター・ヘルツォーク・ツー・シュレースヴィヒ＝ホルシュタイン＝ゾンダーブルク＝グリュックスブルク（ドイツ語: Peter Herzog zu Schleswig-Holstein-Sonderburg-Glücksburg, 1922年4月30日 - 1980年9月30日）は、オルデンブルク家家長、グリュックスブルク家家長（1965年 - 1980年）。

## 生涯
ペーターは1922年4月30日、当時公世子のヴィルヘルム・フリードリヒと、その妻のホーエンローエ＝ランゲンブルク侯女マリー・メリタの間の三男（第3子）としてルイーゼンルントで生まれた。父方の祖父母はシュレースヴィヒ＝ホルシュタイン＝ゾンダーブルク＝グリュックスブルク公フリードリヒ・フェルディナントとアウグステンブルク公女カロリーネ・マティルデ、母方の祖父母はホーエンローエ＝ランゲンブルク侯エルンスト2世とイギリス王女及びザクセン＝コーブルク＝ゴータ公女アレクサンドラ（イギリス女王ヴィクトリアとロシア皇帝アレクサンドル2世の孫）である。
1918年、ドイツ革命により君主制が廃止されたため、祖父フリードリヒ・フェルディナントは公爵位を失った。しかし非公式には1918年以後も公爵の位を用い続け、また1931年にはカロリーネ・マティルデの従弟にあたるアルベルトの死去によりアウグステンブルク家が断絶すると、オルデンブルク家家長および名目上のシュレースヴィヒ＝ホルシュタイン公の地位を引き継いだ。
1934年に祖父が亡くなると、父が家長となり長兄のハンス・アルブレヒトが公世子となった。しかし第二次世界大戦中の1944年、ハンス・アルブレヒトが東部戦線のポーランドで戦死すると、ペーターが父の相続人として公世子を名乗ることとなった。
1947年10月9日にグリュックスブルクにおいて、シャウムブルク＝リッペ侯女マリー・アリックス（シャウムブルク＝リッペ侯ゲオルクの五男シュテファンの娘）と結婚し、間に2男2女を儲けた。
1965年、父の死に伴ってグリュックスブルク家の家督を相続し、名目上のシュレースヴィヒ＝ホルシュタイン公を称した。
1980年9月30日にシュレースヴィヒ＝ホルシュタイン州のビーネベク荘園で亡くなった。長男のクリストフが家長位を引き継いだ。

## 子女
- マリタ（1948年 - ） - 1975年、ヴィルフリート・フォン・プロート男爵と結婚
- クリストフ（1949年 - 2023年） - シュレースヴィヒ＝ホルシュタイン公爵家家長
- アレクサンダー（1953年 - ） - 1994年、バルバラ・フェルチと結婚
- インゲボルク（1956年 - ） - 1991年、ニコラウス・ブロシェクと結婚